# Corynephorus deschampsioides
Corynephorus deschampsioides là một loài thực vật có hoa trong họ Hòa thảo. Loài này được Bornm. mô tả khoa học đầu tiên năm 1898.